# Journal of Natural Medicines
Das Journal of Natural Medicines, abgekürzt J. Nat. Med. oder JNM, ist eine wissenschaftliche Fachzeitschrift, die vom Springer-Verlag im Auftrag der japanischen Gesellschaft für Pharmakognosie veröffentlicht wird. Die Zeitschrift wurde 1947 unter dem Namen Shōyaku (生薬, etwa: „Naturheilmittel“) gegründet, 1949 in Yakuyōshokubutsu to Shōyaku (薬用植物と生薬, etwa: „Heilpflanzen und Naturheilmittel“) und 1952 in Shōyakugaku Zasshi (生薬学雑誌, etwa: „Magazin für Naturheilmittelkunde“) umbenannt. Im Jahr 1994 wurde der Name in Natural Medicines geändert, im Jahr 2006 erfolgte die Änderung in Journal of Natural Medicine. Seither erscheint die Zeitschrift in einer englischen und einer japanischen Ausgabe, die englische derzeit mit vier Ausgaben im Jahr. Es werden Arbeiten veröffentlicht, die sich mit der Forschung an Naturstoffen und Heilpflanzen beschäftigen.
Der Impact Factor lag im Jahr 2014 bei 1,593. Nach der Statistik des ISI Web of Knowledge wird das Journal mit diesem Impact Factor in der Kategorie Pharmakologie und Pharmazie an 175. Stelle von 254 Zeitschriften und in der Kategorie medizinische Chemie an 40. Stelle von 59 Zeitschriften geführt.